# Kettensäge

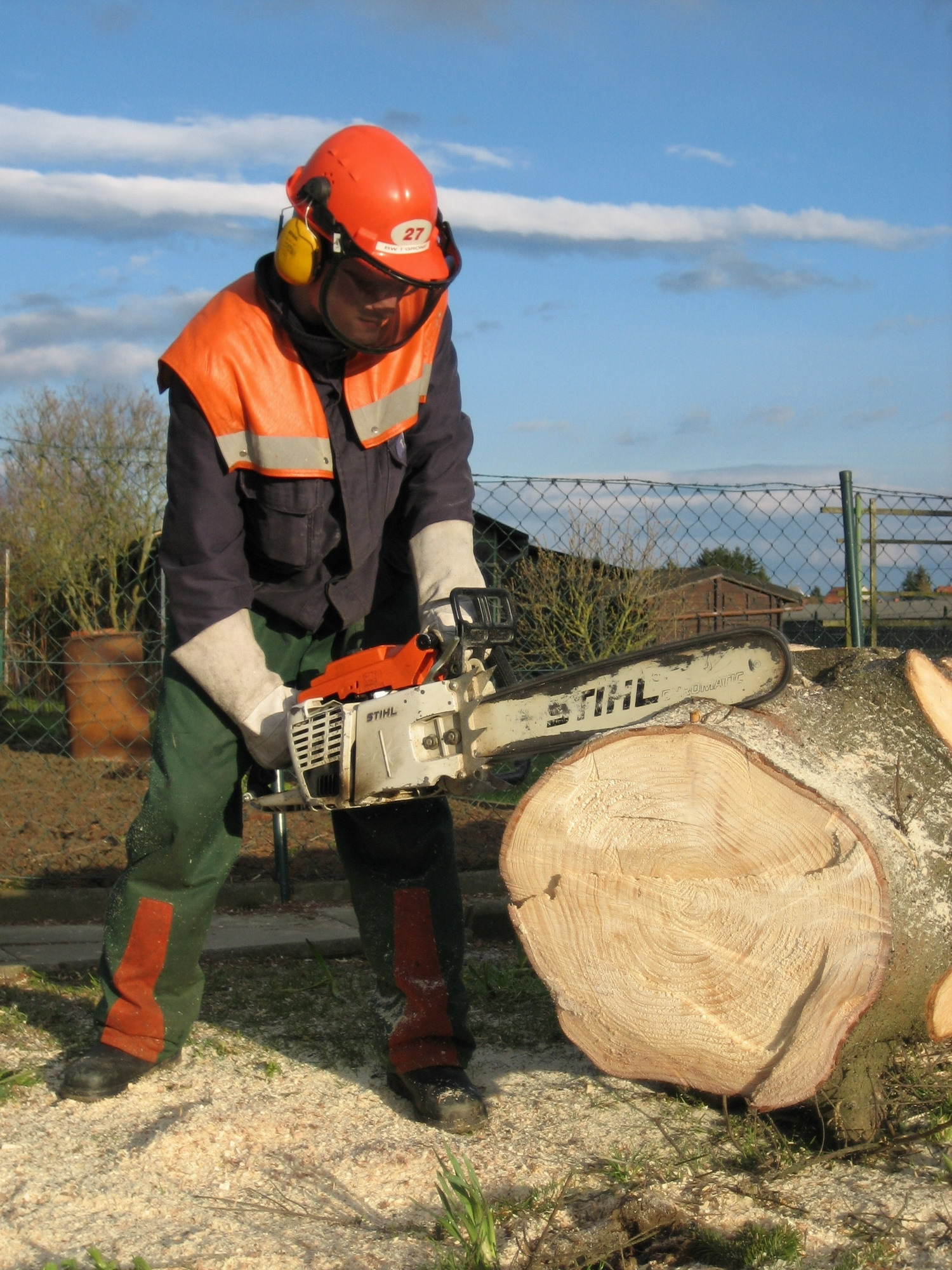
Kettensäge mit Ottomotor im Einsatz

Als Kettensäge werden Sägen bezeichnet, deren schneidender Teil eine Sägekette ist. Die Sägen werden in der Regel mit einem Otto- oder Elektromotor, mit Druckluft (pneumatisch) oder mit Öldruck (hydraulisch) angetrieben. Häufigste Bauart ist die handgeführte Kettensäge für Holz- und Waldarbeiten, häufig einfach Motorsäge genannt. Wesentliche Teile dieses Artikels beziehen sich auf diese Bauart, seltenere Typen sind unter Sonderbauformen aufgeführt.

## Geschichte

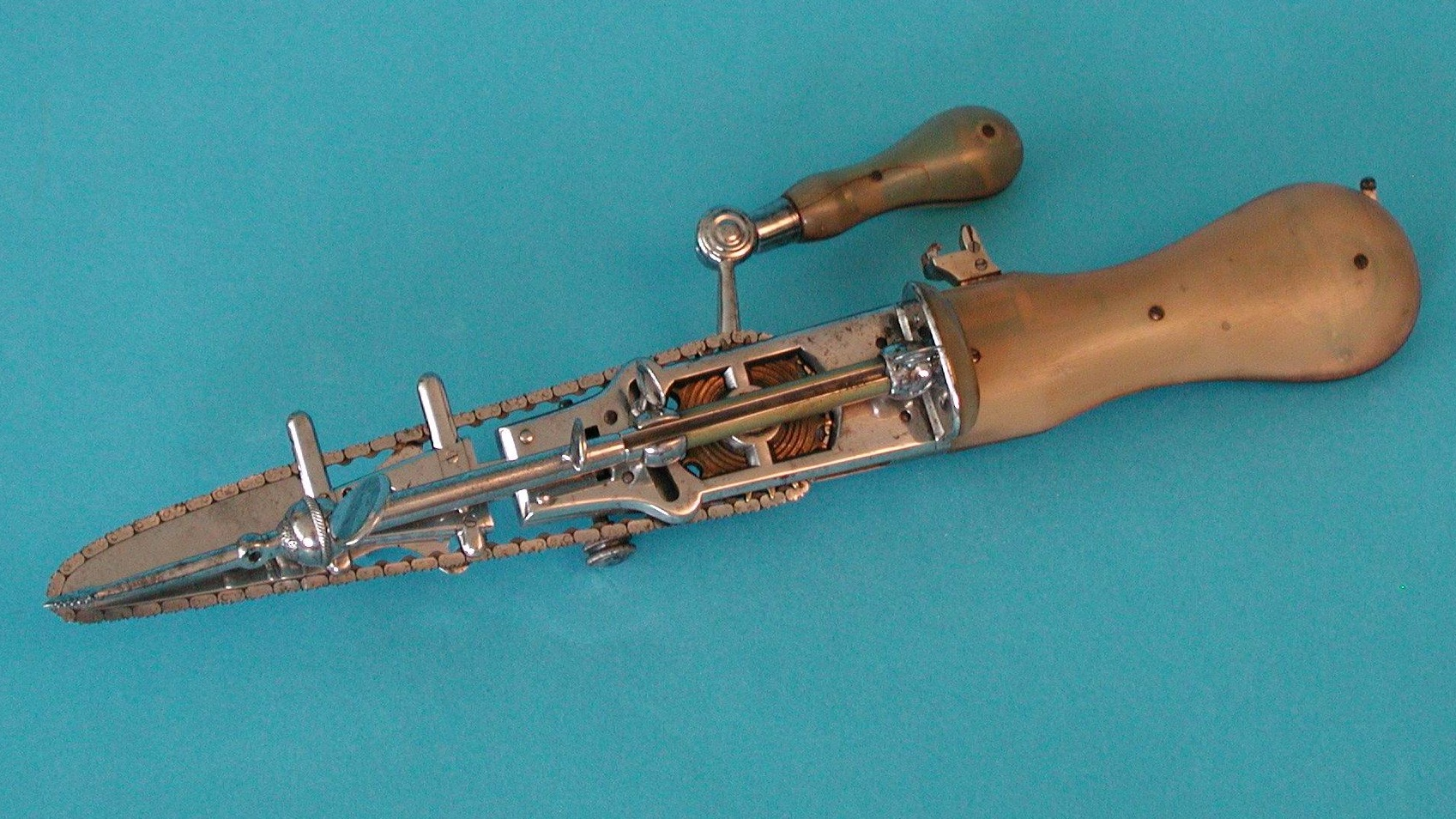
Das Osteotom, eine handbetriebene Kettensäge für Knochen

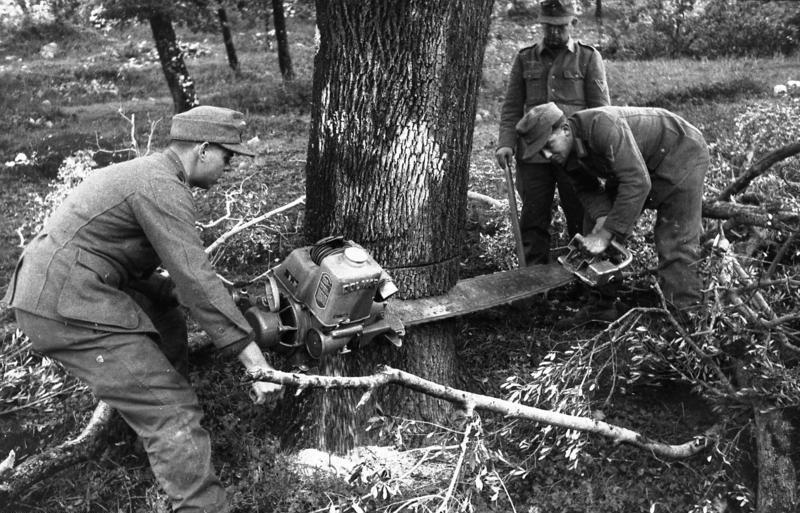
Zweimannkettensäge um 1943

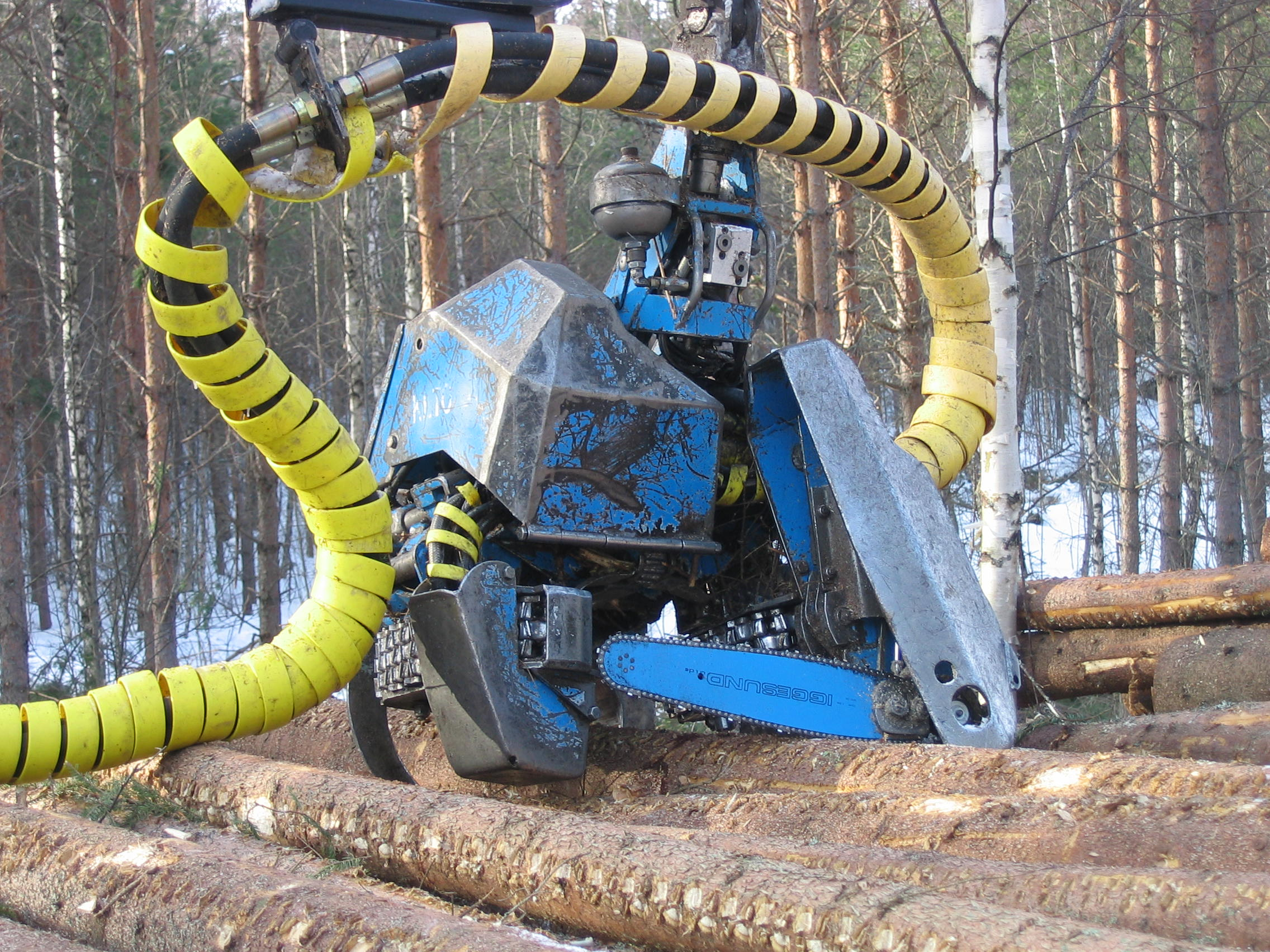
Arbeitskopf eines Holzvollernters mit sichtbarer Kettensäge

Das technische Prinzip der Sägekette, die um eine Schiene läuft, wurde bereits 1830 von dem Würzburger Instrumentenmacher Bernhard Heine beim Osteotom verwendet, um Knochen zu sägen.
Bereits vor 1900 wurde mit den ersten sogenannten Sägemaschinen die bis dahin vorherrschende reine Handarbeit im Wald abgelöst.
In den 1920er Jahren wurden zentnerschwere, nach heutiger Vorstellung aufwendig zu bedienende Zweimannmaschinen (vgl. Abschnitt Sonderbauformen) entwickelt. Diese Geräte wurden benutzt, um die Stämme bereits gefällter Bäume in Abschnitte zu schneiden.
Die erste benzinbetriebene und in der Forstwirtschaft erprobte und verwendete Motorsäge war die Holzfällmaschine Sector, sie wurde zum Fällen und Ablängen benutzt. Das vermutlich älteste Foto vom Einsatz einer Motorsäge in Deutschland um 1920 findet sich im Buch Forstgeschichte (2006). Die erste serienmäßig hergestellte benzinbetriebene Motorsäge brachte der Erfinder Emil Lerp, Gründer des Hamburger Unternehmens Dolmar, im Jahr 1927 auf den Markt, (Typ A). Die Säge musste von zwei Personen bedient werden und konnte nur senkrechte Schnitte ausführen.
Die erste Motorsäge mit Elektromotor für den Einsatz auf Ablängplätzen (dort werden Stämme in Stücke geschnitten) baute Stihl im Jahr 1926.
In der weiteren Entwicklung wurden Motorsägen gebaut, bei denen die Schiene um 90 Grad schwenkbar war. Mit diesen Sägen ließ sich liegendes Holz ablängen (senkrechter Schnitt) und darüber hinaus auch stehendes Holz (also Bäume) mit waagerechtem Schnitt fällen. Die ab dem Jahr 1952 produzierte Einmann-Benzin-Motorsäge DOLMAR CP hatte solch eine schwenkbare Schiene. Um die mechanisch aufwendige Schwenkvorrichtung der Schiene einzusparen, wurden vorübergehend Motorsägen mit um 90 Grad schwenkbarem Vergaser gebaut, z. B. in der DDR die Faun von WERUS.
Schließlich ermöglichte aber erst der im Flugzeugbau entwickelte Membranvergaser einen vollständig lageunabhängigen Betrieb der Motorsäge und führte zur Entwicklung der heute gebräuchlichen Ein-Mann-Motorsäge (EMS) zum Ende der 1950er Jahre. Erste in Europa gebaute Modelle dieser Art waren 1957 die Dolmar CF, 1958 die Rex von SOLO und 1959 die Contra von Stihl. Durch die Einmann-Motorsäge wurde die Produktivität bei der Holzernte erheblich gesteigert. Die zunächst noch nicht darauf abgestimmten Tarife im Forstwesen führten übergangsweise zu einem hohen Einkommen für Waldarbeiter, denn bis in die 1990er-Jahre wurde die Holzernte grundsätzlich im Gedinge (Gruppenakkord) entlohnt.

## Aufbau

### Gehäuse und Motor

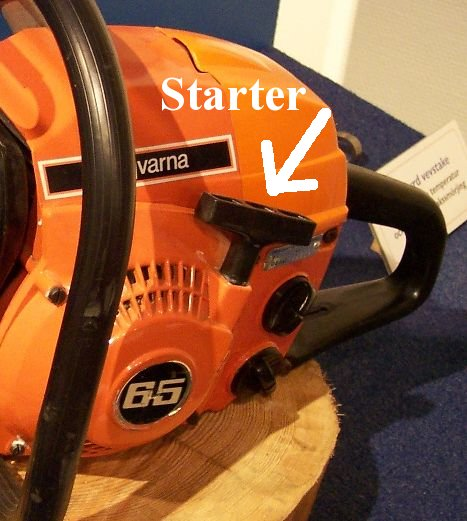
Kettensäge mit Seilzugstarter

In einem Motorsägengehäuse, an dem auch die beiden Griffe angebracht sind, befindet sich der Antriebsmotor. In der Regel ist es ein Zweitakt-Benzinmotor oder ein Elektromotor. Zum Anlassen des Benzinmotors ist oft ein Seilzugstarter vorhanden, ähnlich wie bei Rasenmähern. Viertaktmotoren sind ungebräuchlich, weil bei ihnen eine lageunabhängige Schmierung aufwendig zu realisieren ist, während die Gemischschmierung von Zweitaktmotoren mit Membranvergasern lageunabhängig ist. Zudem sind Zweitaktmotoren kleiner und leichter als Viertaktmotoren.

### Führungsschiene und Kette

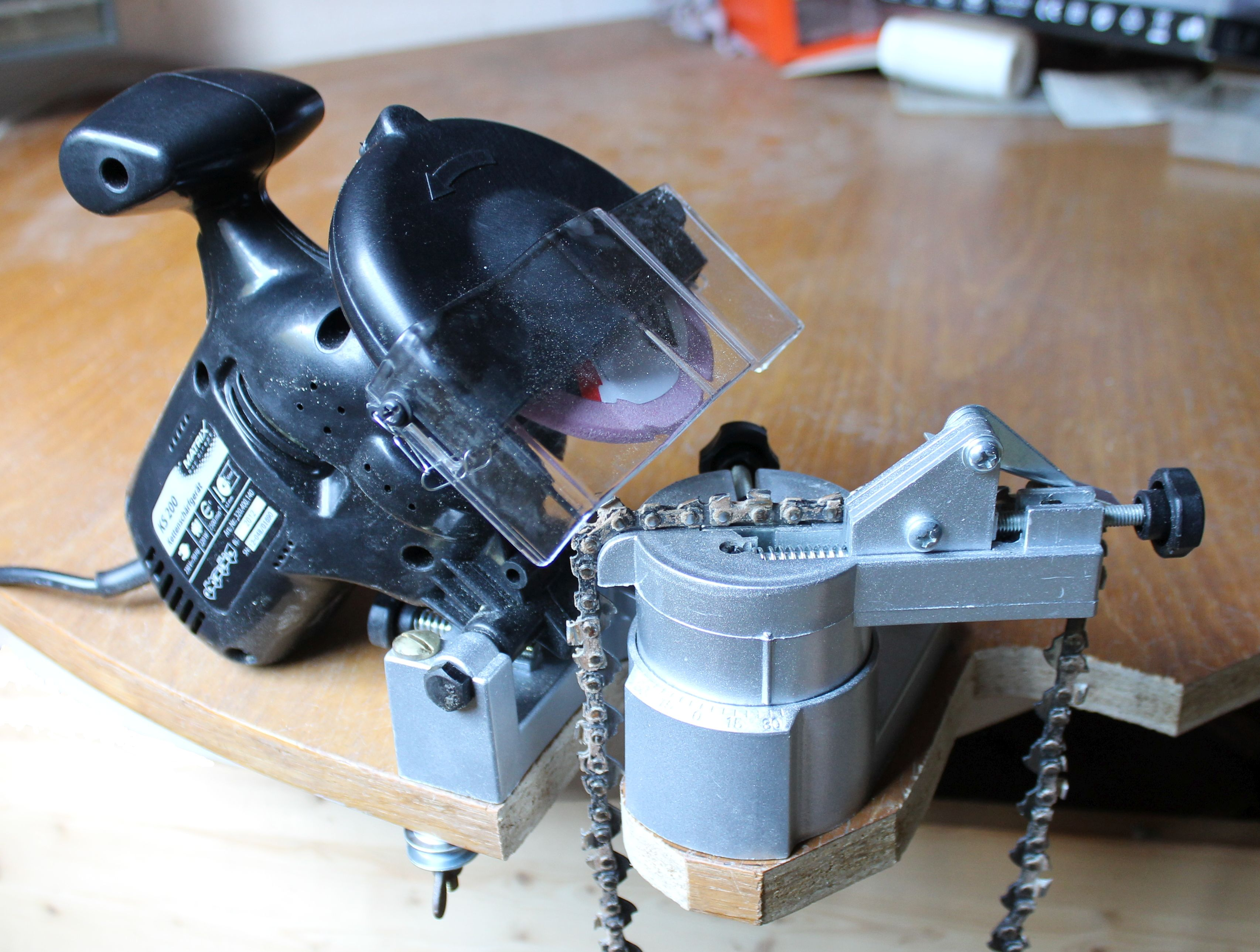
Kettenschärfmaschine mit eingelegter Sägekette

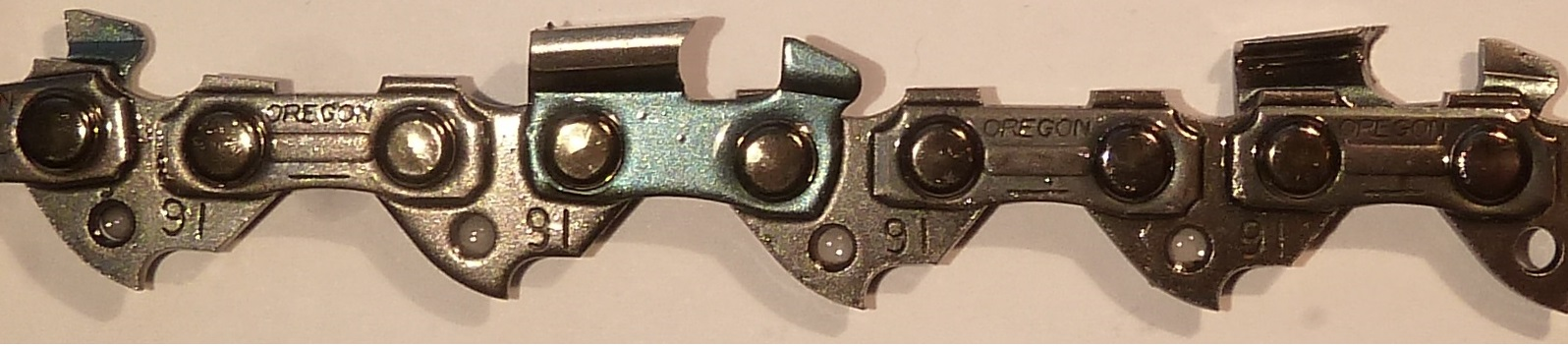
Sägekette mit Tiefenbegrenzer

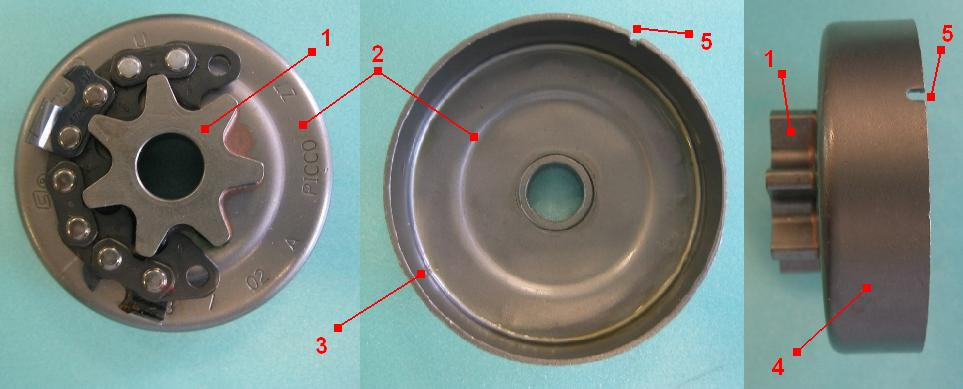
Kupplungsdeckel mit Spornkettenrad

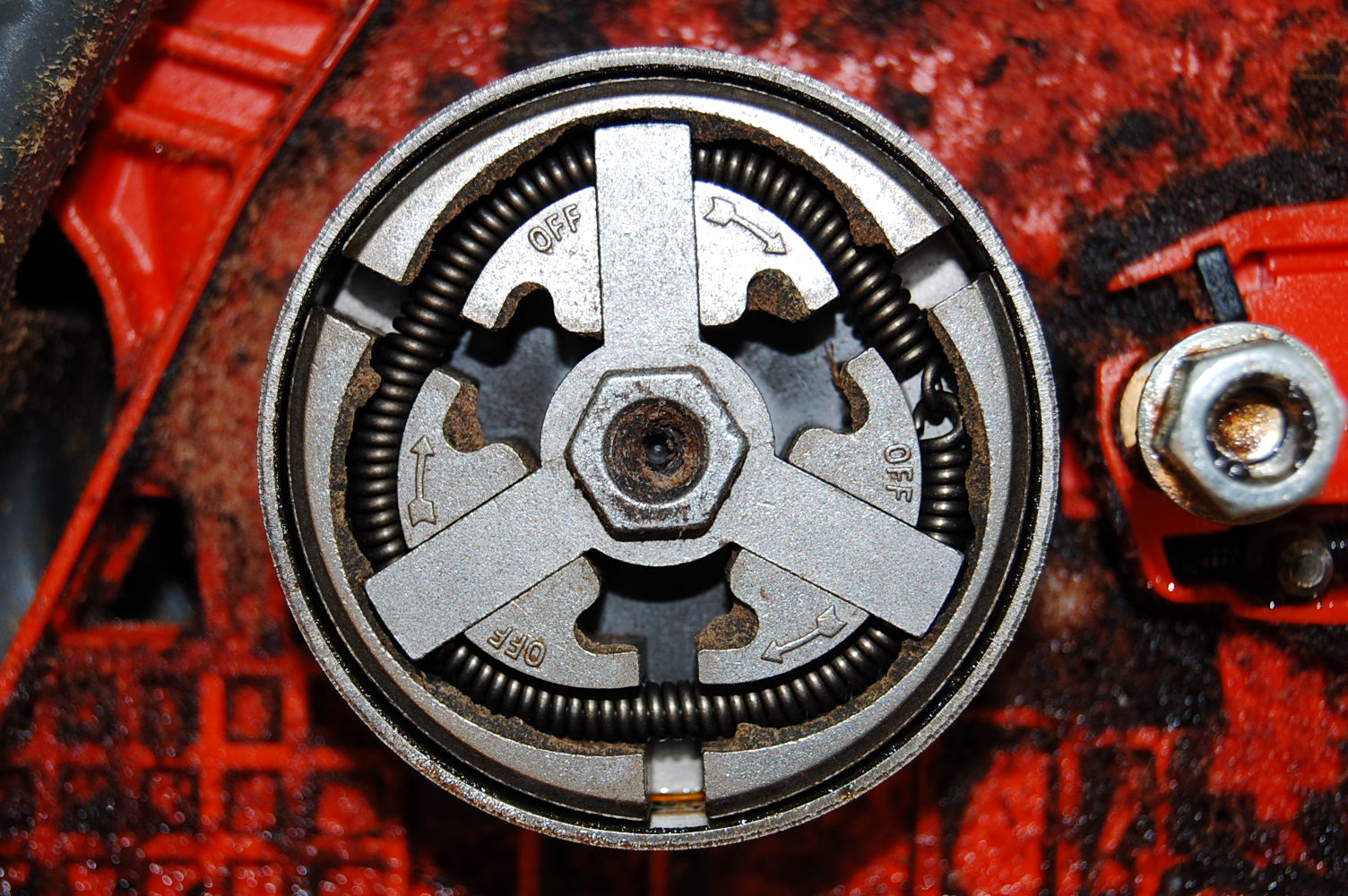
Radiale Fliehkraftkupplung einer Kettensäge

An der Vorderseite des Gehäuses ist ein längliches Metallblatt, die Führungsschiene (auch Blatt oder Schwert) angebracht. An den Kanten der Schiene ist umlaufend eine Nut eingearbeitet, in der eine Hobelzahnkette aus Metall – die Sägekette – um die Schiene herumläuft. An der vorderen Spitze der Schiene ist meist eine Rolle (Umlenkstern) integriert, um die Reibung zu vermindern. Die Spannung der Kette ist einstellbar.
Die Kette ist auf der Außenseite mit Hobelzähnen bestückt und wird am hinteren Ende der Schiene über eine Fliehkraftkupplung vom Motor angetrieben. Um den Verschleiß der Schiene zu vermindern, muss die Kette ständig mit Öl geschmiert werden. Beim Sägen wird ein Teil des Öls abgeschleudert. Die Kette muss je nach Beanspruchung früher oder später geschärft werden. Vor allem bei verschmutztem, vereistem Holz, beim Schneiden in Fremdkörper und in den Boden werden die Schneidezähne sehr schnell stumpf. Zum Schärfen werden spezielle Kettenschärfmaschinen oder Feilen benutzt.
Ketten gibt es in verschiedener Schneidgeometrie und verschiedener Teilung, je nach Schnittleistung und -qualität (Forsteinsatz, Bauzimmerei, Hartholz). Verbreitet sind dabei die Ausprägungsformen Halbmeißel und Vollmeißel. Von verschiedenen Herstellern sind Hartmetall-Ketten mit auf den Schneidezähnen aufgelöteten Hartmetallplättchen erhältlich. Diese Ketten haben ein Vielfaches der Standzeit normaler Ketten und können auch Metalle oder Gasbetonsteine in begrenztem Umfang schneiden. Sie brauchen aber eine höhere Motorleistung und sind nur mit speziellen Diamantscheiben zu schleifen.

### Hilfsrahmen
Damit eine Kettensäge wie eine Band- oder Gattersäge Baumstämme längs zerteilen kann, wird sie in einen Hilfsrahmen eingespannt, der für eine waagerechte Schnittführung sorgt. Dieser Hilfsrahmen wird auf einer zweischienigen Führungsschiene entlang bewegt, die parallel zum Stamm auf diesem befestigt ist. Das kann z. B. eine Leiter sein; die Schwertlänge der Kettensäge muss etwas länger sein als die breiteste Stelle des Baumstamms. In einer Entfernung von Schnittdicke + Leiterdicke ist das Sägeblatt eingespannt.

### Starterleichterungen bei Benzinmotoren
Diverse technische Konstruktionen ermöglichen ein einfaches Starten der Motorsäge, insbesondere nach langer Standzeit.
Dazu gehören:
ElastoStart (Stihl) bzw. ISI Start
Eine Feder bzw. ein Gummielement im Anwerfgriff (Stihl) bzw. in der Wickelspule des Reversierstarters (Echo) dämpft die Kraftspitzen im Anwerfseil, die beim Anwerfen der Säge auftreten.
One-Push-Start
Eine Feder wird über den normalen Reversierstart vorgespannt und per Knopfdruck ausgelöst; dadurch startet die Motorsäge.
Primer
Ein Kunststoffball, mit dem manuell Kraftstoff in den Vergaser gepumpt werden kann
Startautomatik (Stihl)
Stihl bot einige Zeit eine Säge an, die eine automatisch geregelte Starterklappe besaß. Aufgrund des komplexen Aufbaus und fehlender Marktakzeptanz verschwand diese Technik jedoch wieder vom Markt.
ZIP-Leichtstartsystem
Durch Drücken eines Dekompressionsventils kann beim Anlassen ein Teil des verdichteten Gemisches aus dem Zylinder entweichen, wodurch die nötige Zugkraft am Anwerfseil reduziert wird.

### Sonderbauformen

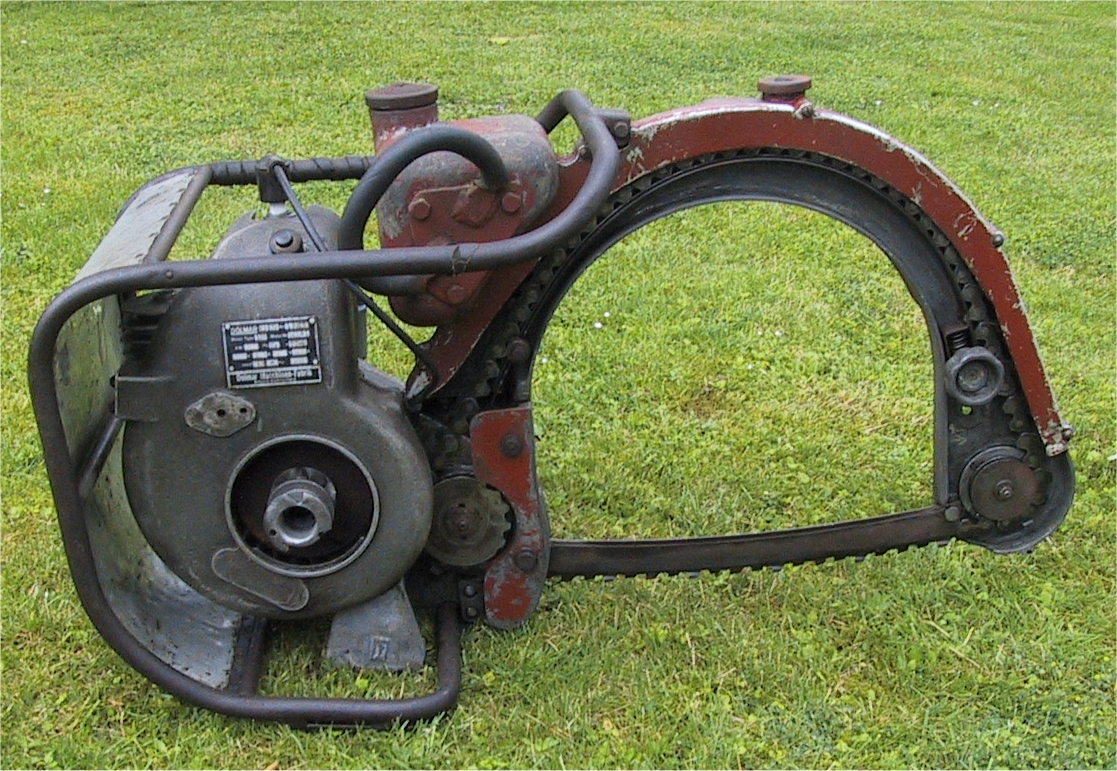
Bügel-Kettensäge

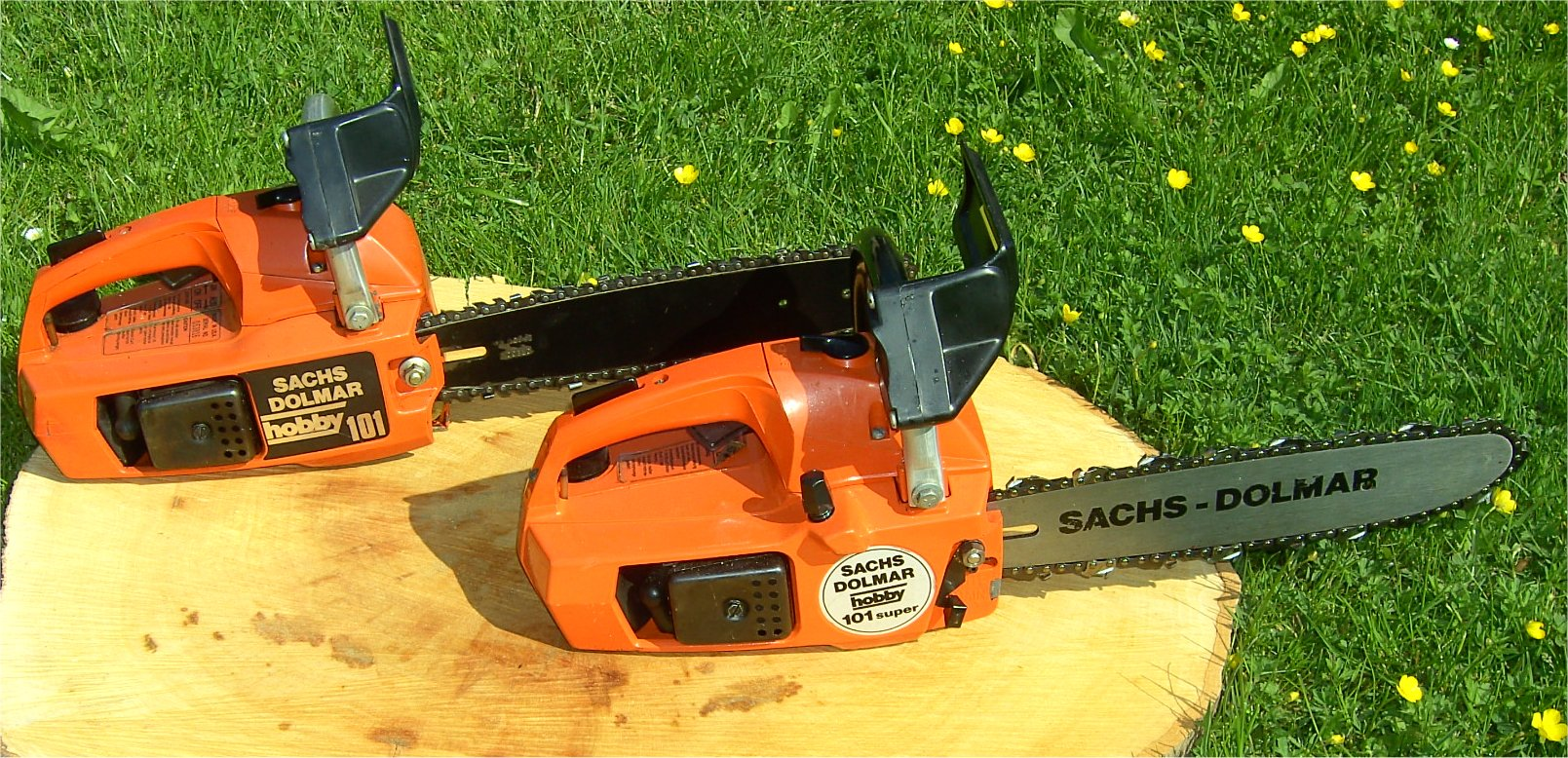
Top-Handle-Kettensägen

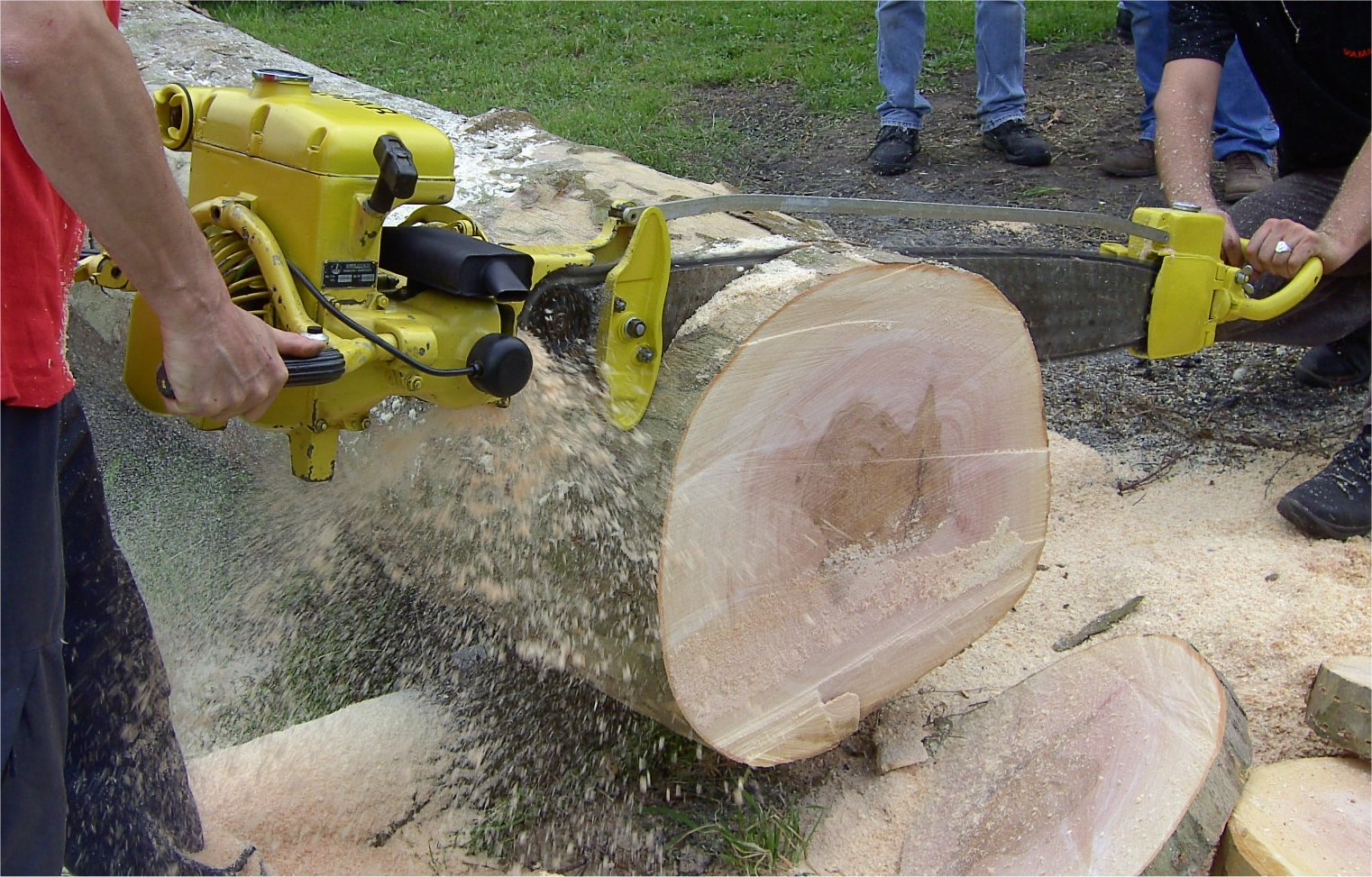
Zweimann-Kettensäge

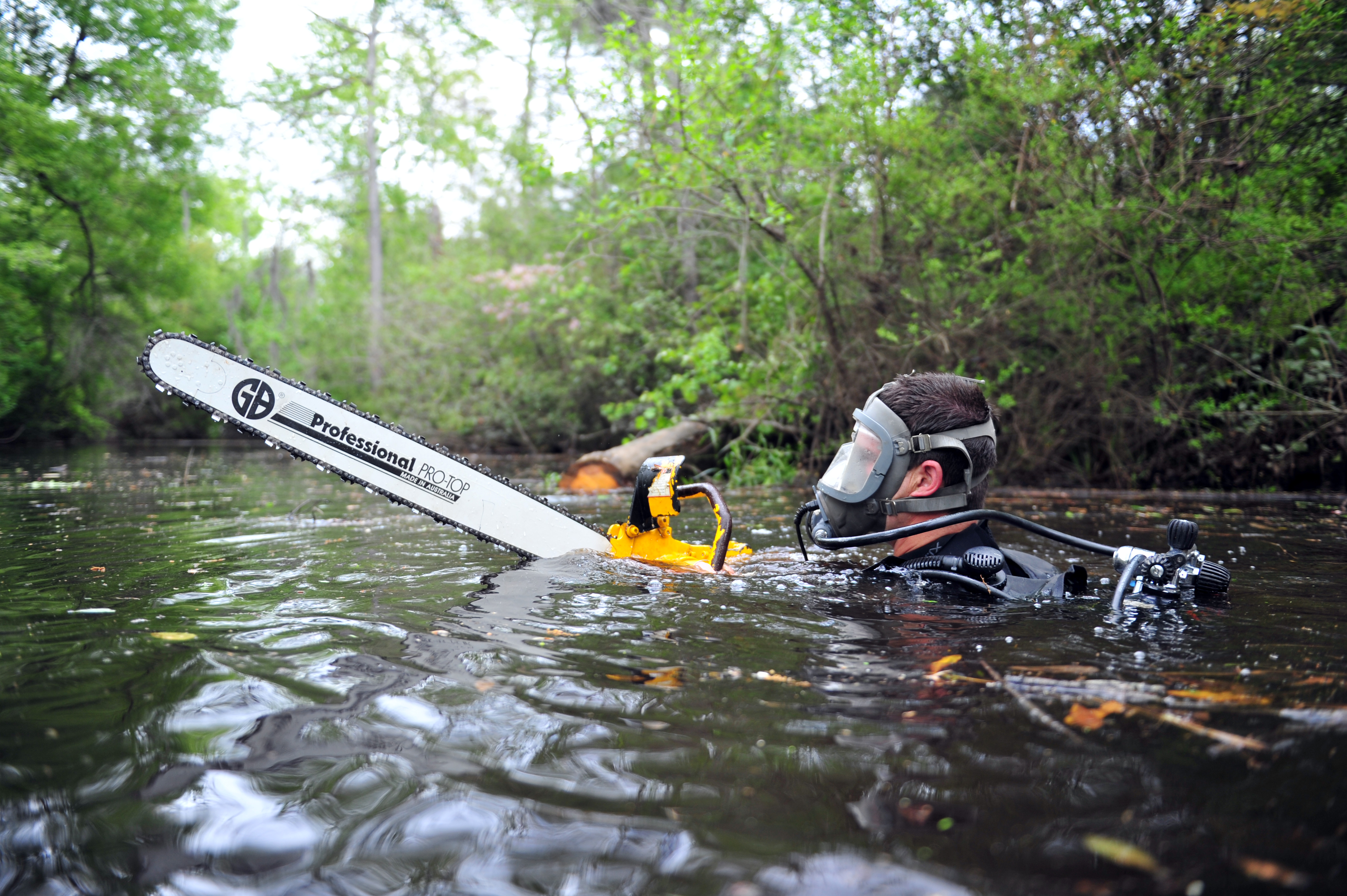
Hydraulische Kettensäge für den Einsatz unter Wasser

Abbundkettensäge
Kettensäge mit Auflage zum präzisen Ausführen von Zimmermannsarbeiten beim Abbund. Sie ist teilweise mit Spezialketten für hochwertige Schnittflächen ausgestattet.
Bergbau-Kettensäge
Wegen der Explosionsgefahr im Steinkohlenbergbau wurde dieser Sägentyp mit Druckluft betrieben. Sie kam auch auf Schiffen zum Einsatz.
Betonkettensäge
Häufig hydraulisch betriebene und wassergekühlte Kettensäge zum erschütterungsfreien Durchtrennen von Betontrümmern, etwa nach Erdbeben. Dafür ist die Säge, die vor allem beim Technischen Hilfswerk, seltener bei der Feuerwehr, verwendet wird, mit einer diamantenbesetzten Kette ausgestattet. Wird auch in der Restauration, Bildhauerei und auf dem Bau verwendet.
Bügel-Kettensäge
Kettensäge mit Elektro- oder Benzin und Dieselmotor, bei der die Kette in einem Bügel über den Stamm geführt wird. Sie wurde in erster Linie als Elektrosäge in Sägewerken benutzt, als Benzinsäge im Wald zum Ablängen. Die Typenbezeichnung bei Dolmar war CB35, CB50 und CB65.
Hochentaster
Kleine Motorsäge an einem langen, meist teleskopierbaren Stiel, dient zum Abtrennen hochgelegener Äste.
Hot Saws
Spezielle Motorkettensägen für Wettbewerbe wie die Stihl Timbersports.
Rescue saw oder Rettungssäge
Speziell ausgerüstete Säge für Feuerwehr und THW mit verstärkter Panzerkette und verstellbarem Tiefenanschlag. Mit ihr können durch die verstärkte Kette auch Metalle (z. B. Trapezbleche oder Metallwände in Sandwichbauweise) durchtrennt werden.
Top-Handle-Motorsägen
Früher auch als Einhandmotorsägen bezeichnet: Dabei handelt es sich um relativ kleine Spezialmotorsägen. Bei der Top-Handle-Säge ist der sonst hinten angeordnete Gasgriff oben auf der Säge angebracht, um eine kompakte Bauform zu erreichen. Die Bedienung mit einer Hand bietet sich an, ist aber gemäß Unfallverhütungsvorschriften (UVV) verboten, da dann im Ernstfall die Sicherheitseinrichtungen der Säge nicht mehr ansprechen. Diese Sägen können unter beengten Verhältnissen gute Dienste leisten. Von Gerüsten und Arbeitskörben aus ist diese Säge gut geeignet. Die Verwendung mit einer Hand ist hingegen nur für die Baumpflege in Sonderfällen gestattet. Der Baumkletterer muss eine Sonderausbildung für das Klettern im Baum absolviert haben.
Zweimann-Motorsäge
Wie schon der Name sagt, eine Säge, die neben dem Sägenführer noch eine Hilfskraft am Ende der Sägeschiene benötigt. Die Zweimann-Kettensäge ist gewissermaßen der Urvater der heutigen Kettensägen. Durch ihr hohes Gewicht und die bis zu zwei Meter lange Schiene konnte nur mit zwei Personen gesägt werden. Heute werden diese Sägen teilweise noch in den Urwaldregionen Afrikas und Südamerikas als transportable Sägewerke verwendet. In Europa gelten sie als historische Sammelobjekte und laufen nur noch auf Sammlertreffen. Es gibt allerdings auch moderne Sägen, die aufgrund ihres besonders langen Schwertes mit einem zusätzlichen Handgriff an der Schienenspitze ausgestattet werden. Zweimannsägen werden auch stationär eingesetzt, um besonders dicke Stämme in Sägewerken zu verarbeiten, die für Gatter oder Blockbandsägen zu dick sind.

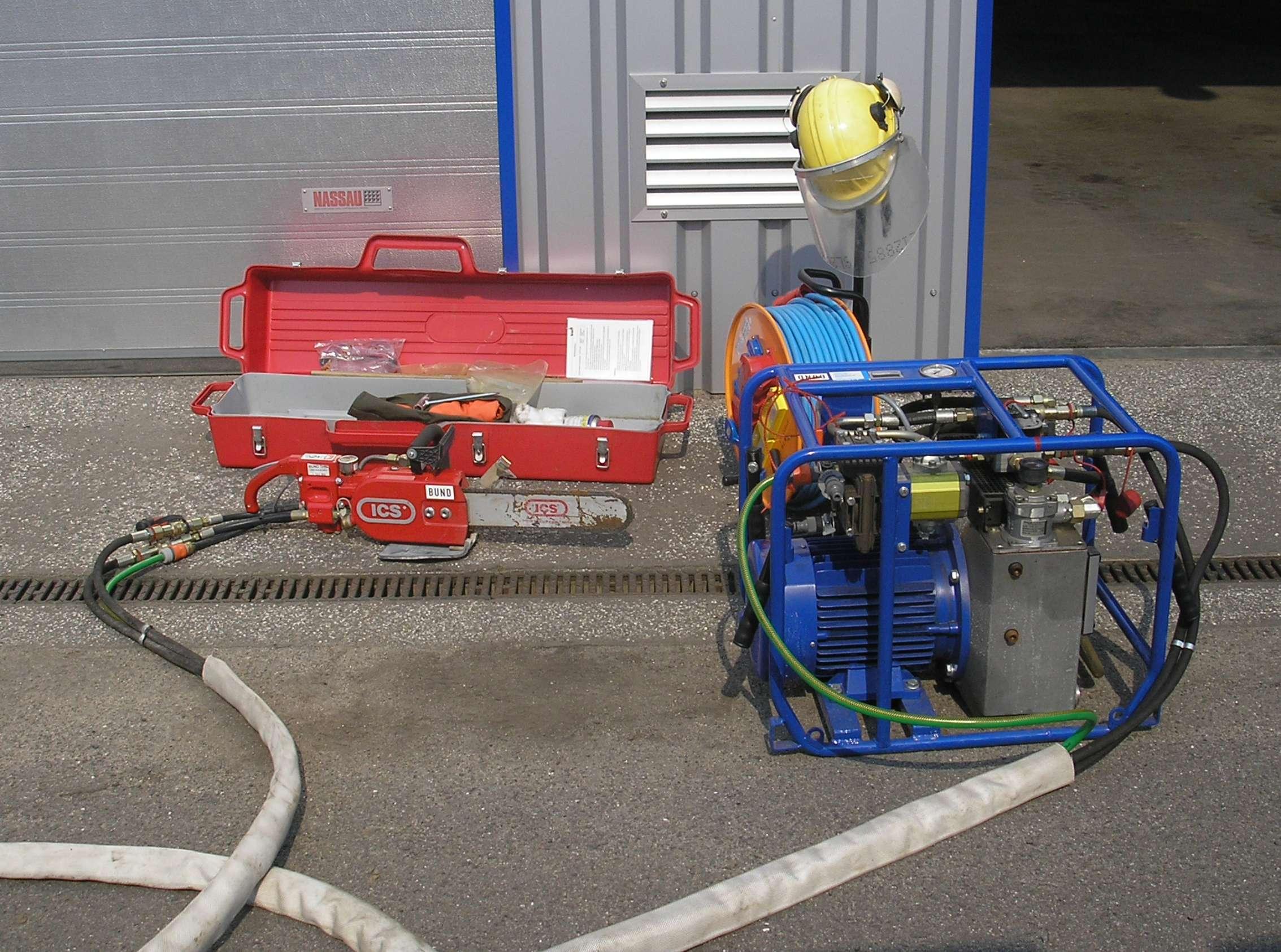
Hydraulische Betonkettensäge des THW
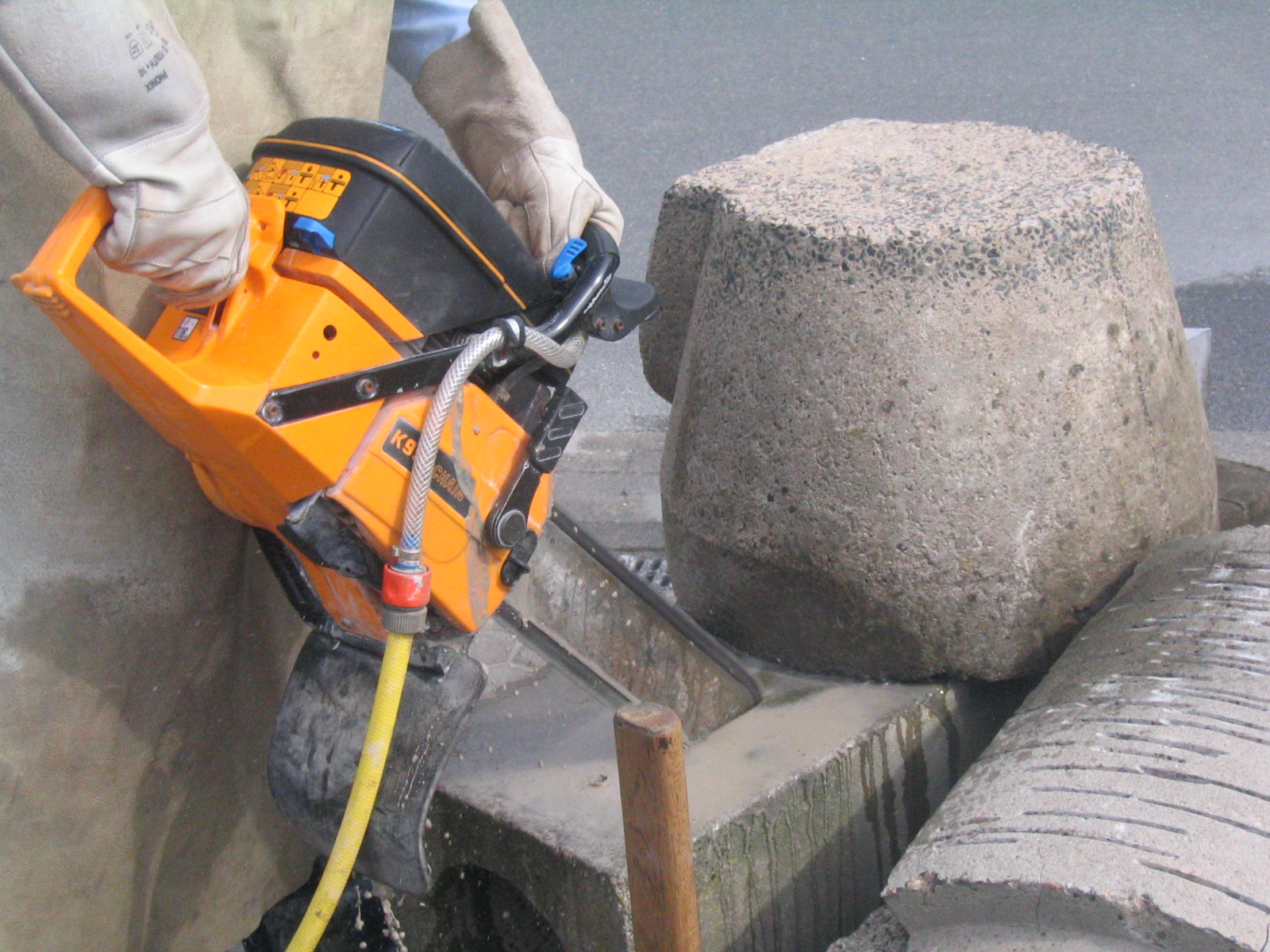
Kraftstoffbetriebene Betonkettensäge

## Einsatzgebiete

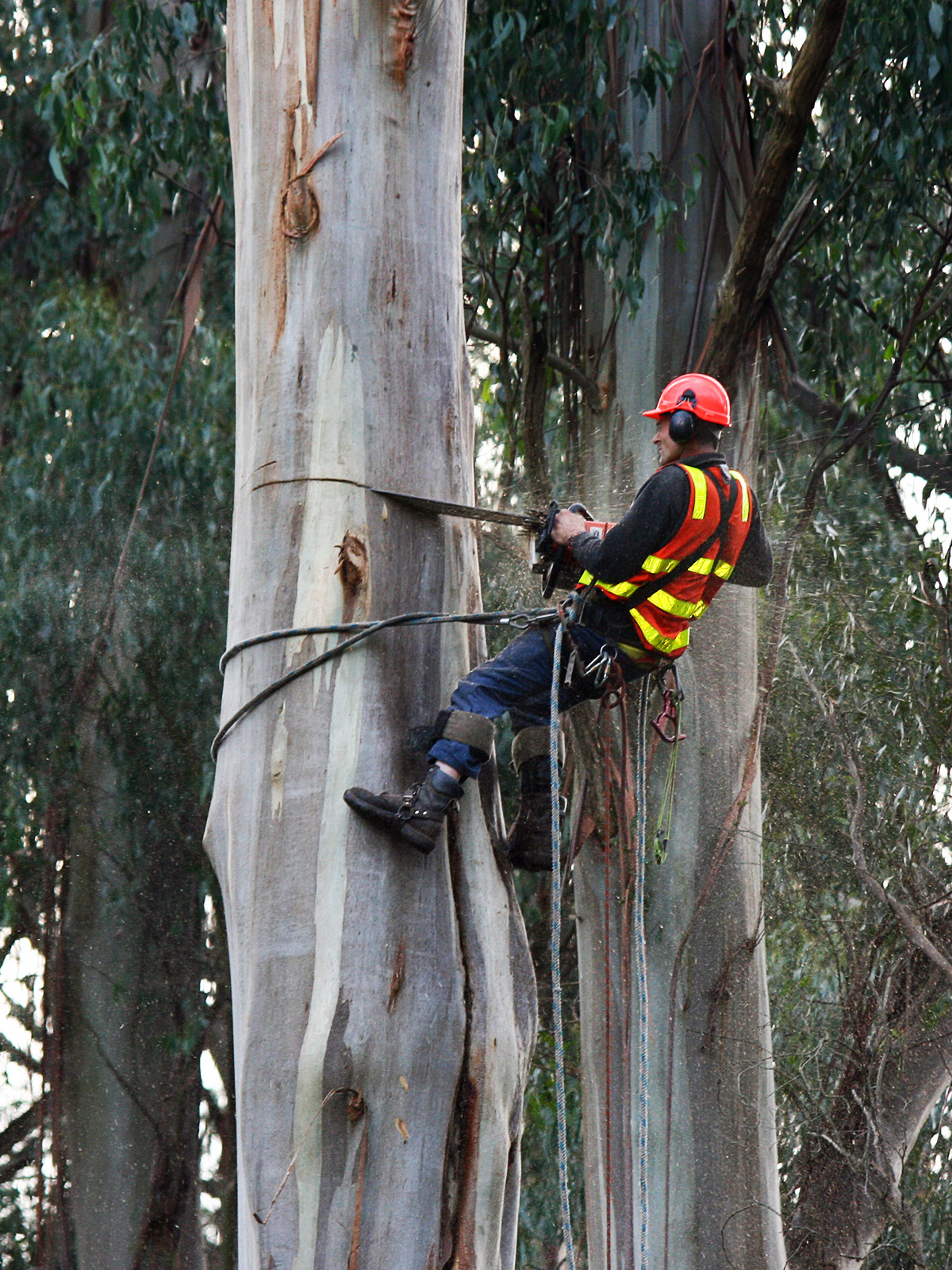
Kettensäge im Einsatz

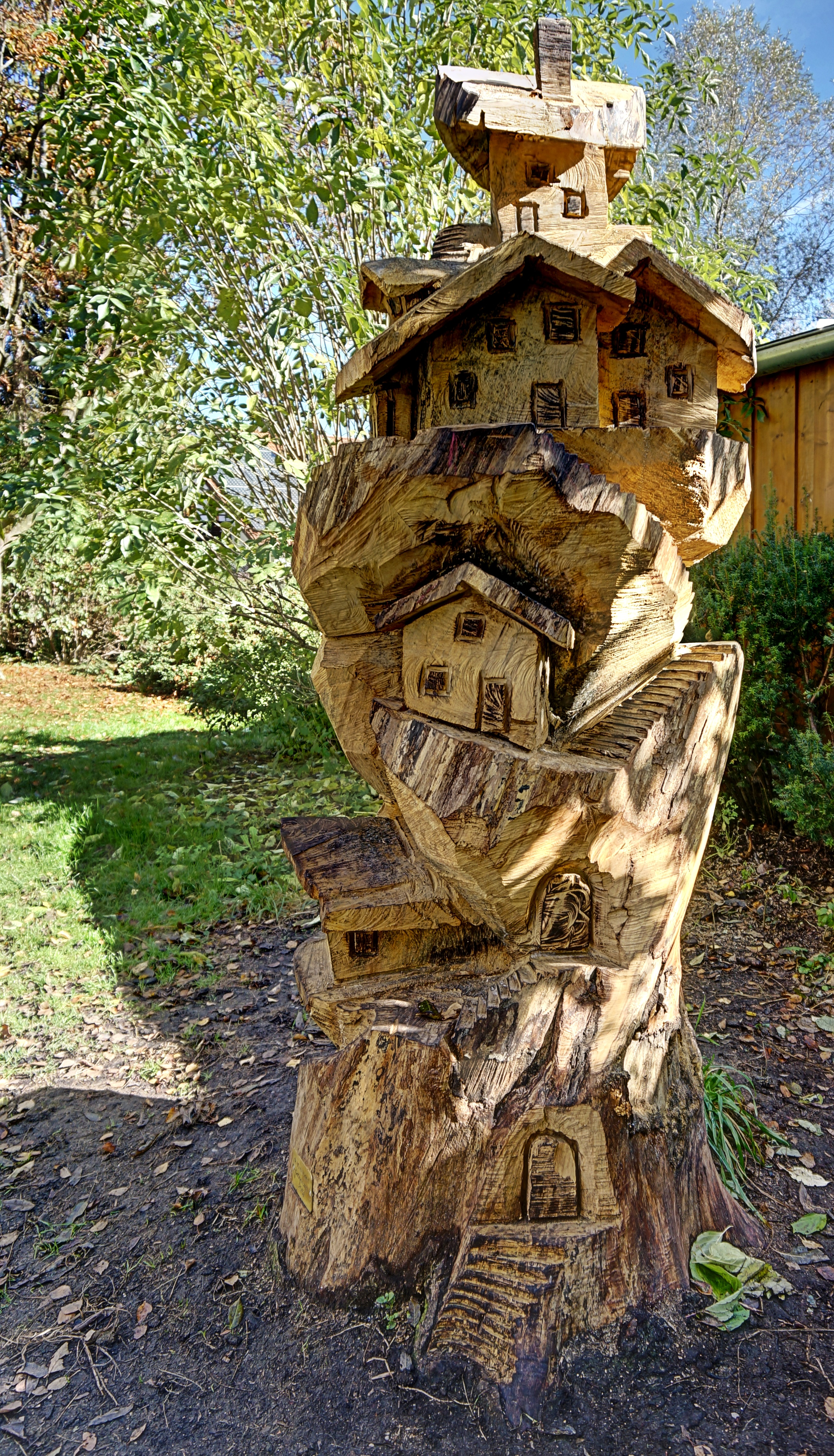
Das Feenschlösschen,
ein 2,5 Meter hohes Kettensägekunstwerk

Forstwirtschaft und Baumpflege
In der Forstwirtschaft werden mit Kettensägen Bäume gefällt und entastet. Dazu wird zunächst ein Fallkerb geschnitten, der die Fallrichtung bestimmt. Dann erfolgt auf der gegenüberliegenden Seite ein Fällschnitt, in dem ein Keil angesetzt und der Baum „umgekeilt“, also gefällt wird. Um eine bestimmte Fallrichtung zu fördern, kann eine horizontale Kraft (meist per Seil) angelegt werden.
In der Baumpflege: Einsatz für den Astabwurf und das Kappen.
Bauarbeiten
Auf der Baustelle benutzen speziell Zimmerer oft Motorsägen als Abbundsäge.
Technische Hilfeleistungen
Bei der Feuerwehr oder dem THW werden Kettensägen in der technischen Hilfeleistung eingesetzt.
Wettbewerbe
Athleten aus aller Welt treten bei forstlichen Wettbewerben gegeneinander an und simulieren das Ablängen und Fällen mit der Kettensäge und der Axt (siehe Stihl Timbersports).
Kunst
Verwendung finden Motorsägen bei Holzbildhauern in der Kettensägenschnitzerei und bei Eisbildhauern (siehe Eisskulptur).

## Unfallschutz

### Technischer Unfallschutz
Um das Unfallrisiko zu verringern, sind moderne Motorsägen mit verschiedenen Sicherheitseinrichtungen versehen:
Fliehkraftkupplung
Sie bewirkt, dass die Kette erst ab einer bestimmten Motordrehzahl angetrieben wird. Im Leerlauf steht die Kette still. Außerdem verhindert die Fliehkraftkupplung bei Überlast oder Auslösen der Kettenbremse (s. u.) mittels Durchrutschen, dass der Motor unnötig oft abgewürgt wird.
Kettenbremse
Der vor dem Griffrohr liegende, vordere Handschutz dient als Auslöser der Kettenbremse. Über einen Mechanismus ist der vordere Handschutz mit der Kupplungsglocke verbunden. Durch diesen Mechanismus, bestehend aus Kniehebeln, Federn und einem Bremsband, wird beim Rückschlag der Säge (und Auslösen der Kettenbremse durch den vorderen Handschutz) die Kette innerhalb von Sekundenbruchteilen zum Stillstand gebracht. Zusätzliche Einrichtungen können die Kettenbremse auch bereits beim Loslassen des Gashebels auslösen. Die Bremsleistung der Kettenbremse ist höher als die Motorleistung, so dass auch ein unter Vollgas laufender Motor gebremst wird. Die Kettenbremse besteht aus einer Bremsglocke, die auch als Kupplungselement dient. Das Bremsband wird beim Auslösen des Handschutzes zugezogen und hält damit die Kette an.  Konstruktionsbedingt ist die Glocke bei manchen Modellen nach innen (Stihl) bei manchen nach außen (Husqvarna) gedreht.

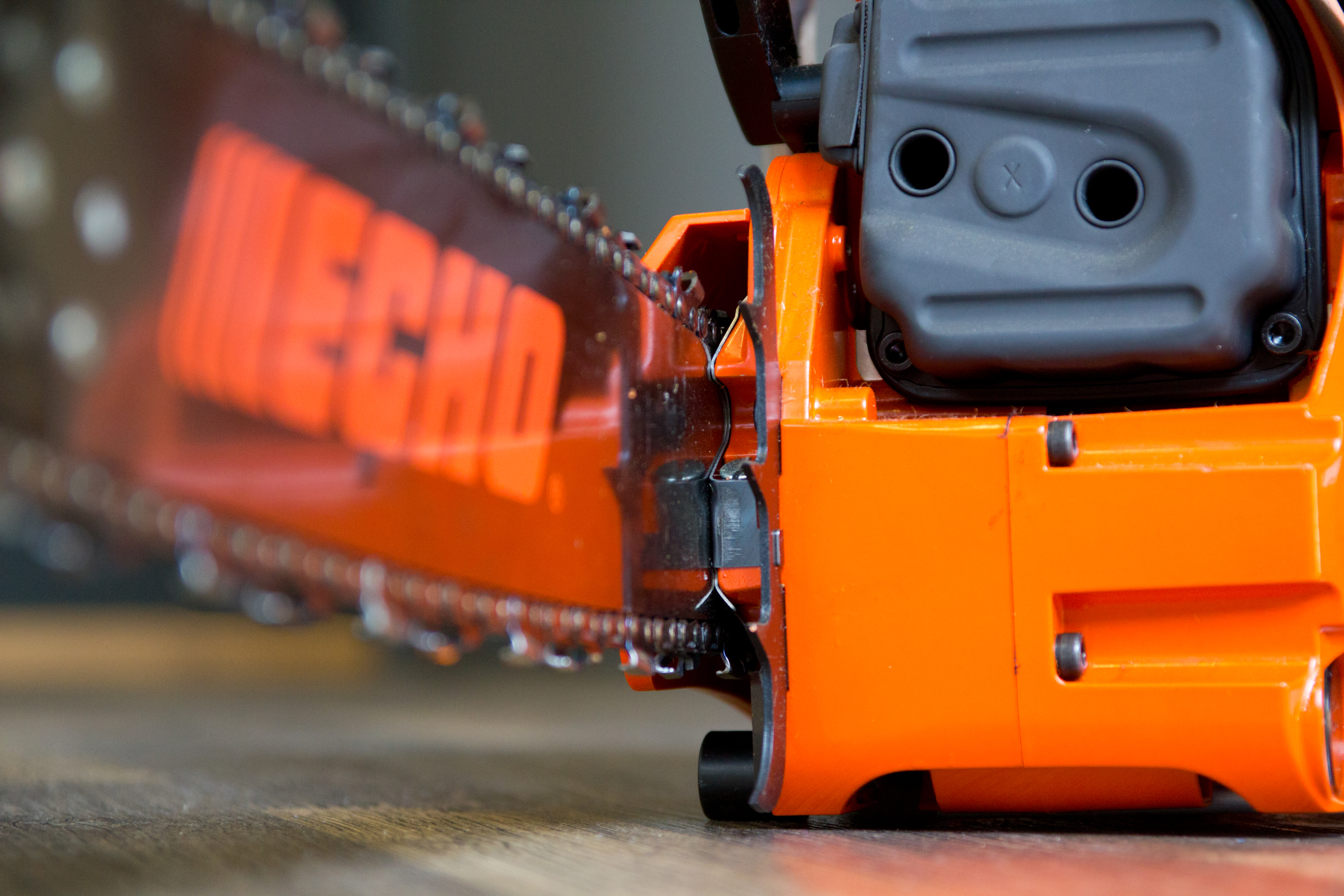
Krallenanschlag
Der Krallenanschlag ermöglicht es, vor dem Sägen mit einlaufender Kette die Säge (Motorblock) am Holz anzuschlagen. Ein unkontrolliertes Anziehen der Säge wird somit verhindert. Außerdem kann durch ihn eine Hebelwirkung genutzt werden, um Druck auf die Sägekette zu entwickeln und die Schnittleistung zu erhöhen.
Kettenfangbolzen
Dieser Bolzen befindet sich auf der Unterseite des Gehäuses unterhalb der Sägeschiene. Beim Reißen der Kette mindert der Kettenfangbolzen die Gefahr eines Umschlagens der Kette unter dem Motorblock hindurch zum Sägenführer. Wenn die Kette unter der Säge hindurchtaucht, schlägt diese ggf. auch gegen den hinteren Handgriff, der daher verbreitert ist und einen Prallschutz darstellt. Der Fangbolzen besteht aus Aluminium oder Kunststoff, um die Kette bei einem Abfangen nicht zu beschädigen. Der Bolzen kann normalerweise ausgetauscht werden; es gibt aber auch Sägen mit fest angegossenem Fangbolzen in den seitlichen Deckel.
Handschutz
Der hintere Handschutz schützt die Hand von unten gegen Äste, die raue Stammoberfläche (beim Entasten) und ggf. eine gerissene, umschlagende Kette. Daher ist dieser verbreitert.
Sägeschiene und Kette
Sägekette und Schiene bilden ein Schutzelement, wenn es sich um eine Sägeschiene mit kleinem Spitzenradius handelt und die Kette eine sog. Niederprofilkette ist. In dieser Kombination ist das Rückschlagrisiko vermindert. Diese Kombination kommt in der Regel bei kleinen und Hobbysägen zum Einsatz.
Gashebelsperre
Sie liegt auf der oberen Seite des hinteren Handgriffes, auf dessen Unterseite liegt der eigentliche Gashebel. Ohne die Gashebelsperre zu drücken, kann der Gashebel nicht betätigt werden (ist gesperrt). Der Motor läuft dann nur im Leerlauf, die Kette läuft nicht mit. Neben der Erschwernis unsachgemäßer Handhabung verhindert die Gashebelsperre unbeabsichtigtes Gasgeben, z. B. durch Äste.
Vibrationsdämpfer
Durch Vibrationen der frühen Modelle kam es bei Waldarbeitern zu Durchblutungsstörungen, die bis hin zur andauernden Taubheit der Finger führen konnten – eine als Weißfingerkrankheit bezeichnete und anerkannte Berufskrankheit. Die Übertragung der Vibrationen auf den Sägeführer wird bei modernen Maschinen durch Antivibrationselemente größtenteils absorbiert.
Griffheizung
Bei manchen Modellen ist der Griff beheizt, um die Säge auch bei extrem niedrigen Temperaturen sicher führen zu können. Neben der Vibrationsminderung trägt auch die Griffheizung erheblich zum Gesundheitsschutz der Bediener bei. Die Griffheizung wird über einen Generator mit Strom versorgt. Diese Heizung wärmt den vorderen und hinteren Handgriff sowie oft den Vergaser (Vereisungsschutz).

### Schutzausrüstung und Arbeitstechnik

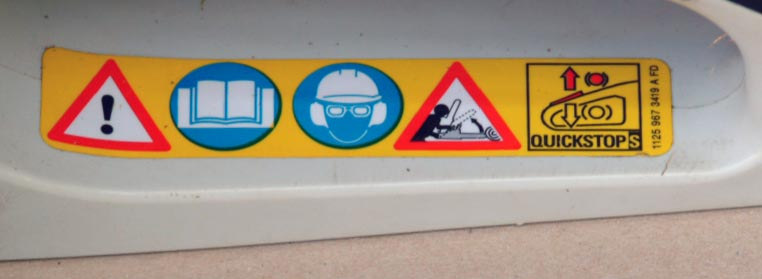
Aus Sicherheitsgründen sind auf der Kettensäge zahlreiche Warnhinweise angebracht.

Beim Arbeiten mit Motorsägen ist unbedingt eine persönliche Schutzausrüstung zu tragen, denn die Arbeit mit der Motorsäge ist sehr unfallträchtig. In Deutschland gilt wie in vielen anderen Ländern für Waldarbeiter etwa die PSA-Forst oder ähnliche Vorschriften, bestehend aus Schnittschutzhose, Schutzhelm mit Visier und Gehörschutz, Sicherheitsschuhe mit Schnittschutzeinlage und anderem.
Zu beachten sind stets folgende Sicherheitsregeln:
Motorsäge einstellen
Vor Beginn der Arbeiten ist immer die Sägekette korrekt zu spannen. Auch die korrekte Einstellung der Leerlaufdrehzahl ist wichtig, um zu vermeiden, dass einerseits die Sägekette bereits im Standgas mitläuft, aber andererseits der Motor nicht wegen zu geringer Drehzahl abstirbt.
Winterbetrieb
Bei niedrigen Temperaturen um den Gefrierpunkt sollen Sägen auf Winterbetrieb umgestellt werden. Zu diesem Zweck gibt es Elemente, die von außen auf das Anlassergehäuse geklemmt werden; damit wird die Kühlluftzufuhr verringert. Ein anderes Element ist eine Klappe im oberen Deckel, die Warmluft vom Motor zum Luftfilter und Vergaser strömen lässt; dies verhindert das Vereisen des Vergasers. Weiterhin gibt es für manche Sägen Nylonfilter (z. B. Husqvarna) die nicht vereisen (bei warmem Wetter werden filzbelegte Filter verwendet). Wintermaßnahmen müssen wieder rückgängig gemacht werden, wenn die Temperaturen wieder steigen.
Motorsäge anlassen
Die Motorsäge auf den Boden stellen und die Kettenbremse einlegen. Die Motorsäge zum Anlassen mit der linken Hand am vorderen Griffrohr und mit dem rechten Fuß im hinteren Handgriff unter dem Gashebel der Maschine fest auf den Boden drücken. Alternativ kann die Ferse des rechten Fußes auch auf den Handschutz rechts vom hinteren Handgriff gestellt werden. Nun das Anwerfseil mit der rechten Hand ziehen.
Alternative für leichte Motorsägen: Kettenbremse einlegen und die Motorsäge mit dem hinteren Handgriff zwischen die Knie oder Oberschenkel fest einklemmen. Mit der linken Hand das Griffrohr festhalten und das Anwerfseil mit der rechten Hand ziehen. Bei Vergasermaschinen ist bei kaltem Motor der Choke Hebel zu ziehen, bis der Motor einige Male stottert. Dann den Choke zurückschieben und die Säge erneut anziehen. Bei Sägen mit elektronisch beeinflusstem Vergaser wird diese nur angezogen.
Motorsäge halten
Die Motorsäge muss beim Arbeiten stets mit beiden Händen geführt werden, wobei die linke Hand den vorderen Griff umgreift, der näher an der Sägeschiene liegt. Motorsägen sind stets für Rechtshänder ausgelegt. Es gibt keine Modelle für Linkshänder. Die linke Griffhand soll so positioniert sein, dass die Kettenbremse sauber auslöst.
Kettenbremse benutzen
Nach jedem Schnitt muss die Kettenbremse eingelegt werden. Das lässt sich nach einem senkrechten Schnitt am einfachsten mit einer kurzen Vorwärtsdrehung des linken Handgelenkes erreichen. Erst danach die Stellung zum nächsten Schnitt wechseln. Jetzt das Schwert auf den Stamm legen und den Bremshebel mit der linken Hand zum Griffrohr ziehen und damit die Kettenbremse lösen. Damit werden bei einem Sturz auf die Motorsäge schwerste Verletzungen vermieden.
Rückschlageffekt vermeiden
Korrekte Schnittführungen einhalten, Motorsäge so führen, dass Berührungen mit der Schienenspitze, an anderem Holz, sicher vermieden werden.
Gefahrenbereich freihalten
Mit dem Kopf, Körper und den Beinen nicht im Bereich hinter der Sägekette stehen, damit im Falle des Reißens der Kette diese den Maschinenführer nicht treffen kann.
Arbeitshöhe einhalten
Arbeiten mit der Motorsäge über Schulterhöhe sind verboten, da hier die Kraft zum sicheren Führen der Motorsäge nicht mehr ausreicht. Das gilt auch für kleine und kleinste Motorsägen. Die generelle Regel aus Motorsägenkursen lautet „Schienenspitze gleich Nasenspitze“.

### Unfallverhütungsvorschriften (UVV)

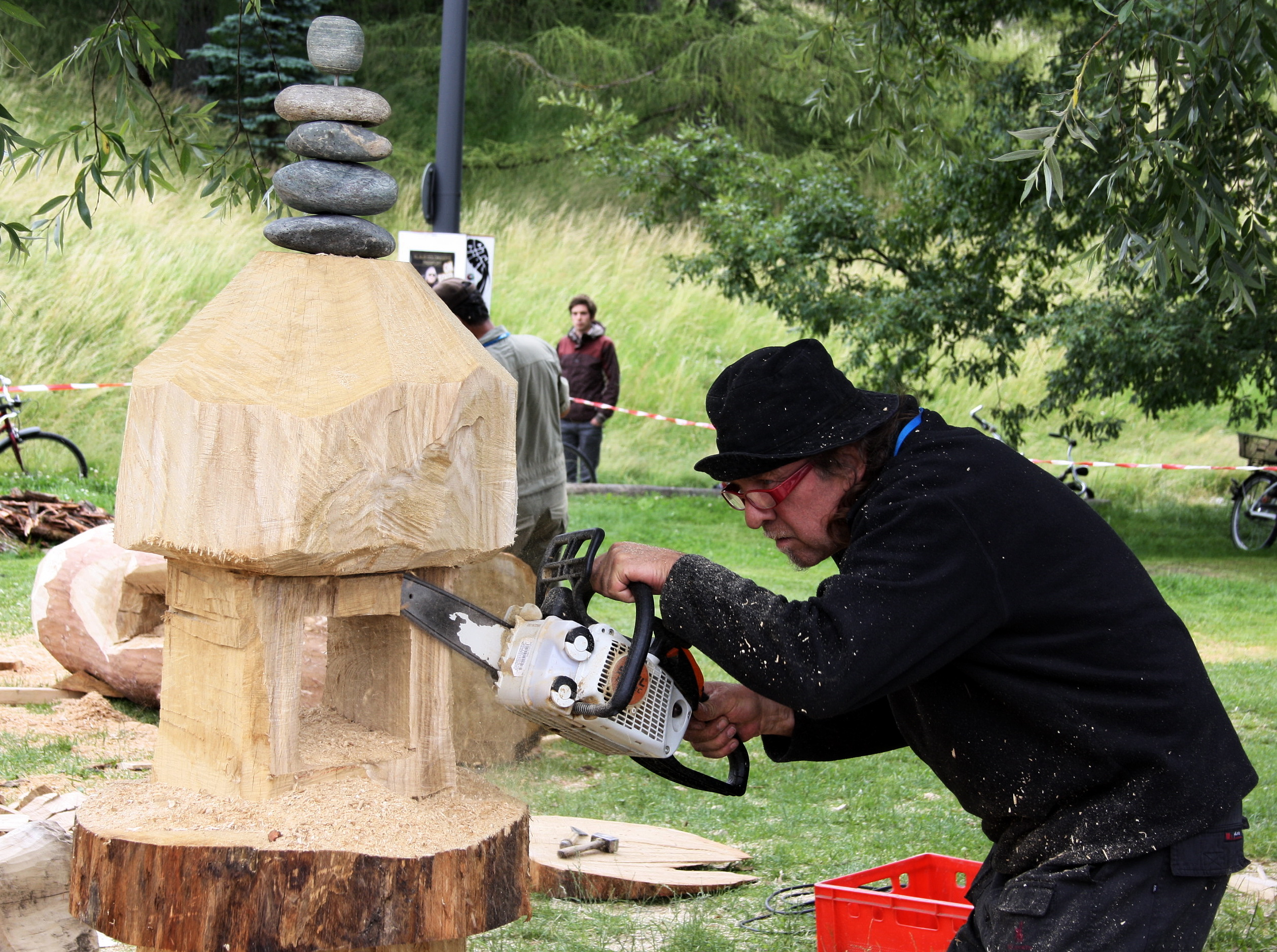
Ein Künstler bearbeitet eine Holzskulptur mit einer Kettensäge

Nach den allgemeinen Bestimmungen der UVV in Deutschland setzt der Einsatz von Motorsägen (im Sinne der Vorschriften für Sicherheit und Gesundheitsschutz (VSG) sind das durch Verbrennungsmotor angetriebene Kettensägen) im gewerblichen Bereich sowie in manchen Staatsforsten einiger Bundesländer eine „Tauglichkeit“ bzw. einen Fachkundenachweis nach VSG 4.2 voraus.
Dieser Fachkundenachweis wird umgangssprachlich auch als Motorsägenführer, Motorkettensägenführer, Kettensägenführer oder in angehängter Kombination mit ~nachweis, ~berechtigung oder ~schein bezeichnet und gilt unter anderem auch für deutsche Feuerwehren (Lehrgang (MKSF)). Die Ausbildung erfolgt durch die Waldarbeitsschulen, Forstämter oder private Lehrgangsträger. Bei der Feuerwehr und beim Technischen Hilfswerk gibt es eigene Ausbilder und Lehrgänge. Die Abnahme der Schulung, sofern sie im Rahmen einer handwerklichen Berufsausbildung oder Weiterbildung stattfindet, erfolgt durch einen Vertreter der Berufsgenossenschaften (wie der Berufsgenossenschaft Holz und Metall für Tischler, Zimmerer sowie metallverarbeitende Berufe) oder einen Beauftragten.
- Bei gewerblich eingesetzten Kettensägen ist eine jährliche Sicherheitsüberprüfung, die UVV-Prüfung (nach Richtlinien der Berufsgenossenschaften) vorgeschrieben, bei Elektrokettensägen in Verbindung mit den VDE-Vorschriften.

## Kettensägen und Umweltschutz
Das der Kette über die Ölpumpe zugeführte Schmiermittel (Sägekettenöl) wird überwiegend abgeschleudert oder bleibt an den Sägespänen haften. Seit langem wird daher auch und in zunehmendem Maße biologisch kurzfristig abbaubares Öl („Biokettenöl“, etwa auf Rapsöl-Basis) eingesetzt oder vorgeschrieben. Ferner haben moderne Kettensägen meistens eine regelbare Ölpumpe, so dass der Schmiermittel-Bedarf exakt der verwendeten Schienenlänge angepasst werden kann. In modernen Motorsägen wird die Ölpumpe über die interne Fliehkraftkupplung angetrieben, um damit unnötige Verluste und Verschmutzung im Leerlauf zu vermeiden.
Zweitaktmotoren, wie sie in Motorsägen normalerweise zum Einsatz kommen, haben gegenüber Viertaktmotoren ungünstigere Abgaswerte. Der Zweitaktmotor gibt einen erheblichen Teil des Brennstoffs (20 Prozent Spülverlust) wieder unverbrannt an die Umwelt ab. Bei Dauereinsatz ist das sowohl für die Umwelt wie auch für den Sägeführer eine große Belastung. Daher wurde benzolfreier Sonderkraftstoff für Motorsägen entwickelt (nachraffiniertes Alkylatbenzin), dieses produziert gegenüber handelsüblichem Benzin 90 Prozent weniger Schadstoffe. Allerdings ist es erheblich teurer als Benzin. In Baden-Württemberg ist die Verwendung von Alkylatbenzin auch für Selbstwerber vorgeschrieben. Durch den Einbau von Katalysatoren werden die Abgaswerte nochmals erheblich reduziert.
Motorsägen mit Antrieb durch einen Viertaktmotor befanden sich in der Entwicklung, erlangten aber selten Marktreife. Der Viertaktmotor ist grundsätzlich aufwendiger gebaut und bei gleicher Leistungsabgabe deutlich schwerer als ein Zweitaktmotor.
- Der Hersteller Komatsu Zenoah aus Japan hat einen Spülvorlagenmotor genannten Antrieb entwickelt und eingebaut; das Konzept wird unter dem Namen Strato charged Engine vermarktet und bildet die Grundlage für alle anderen Spülvorlagenmotoren verschiedener Hersteller.
- Der Hersteller Dolmar hatte 2009 die PS 500V mit Viertaktmotor entwickelt und bereitete ihre Markteinführung vor. Die Entwicklung kam aber nicht über Vorserienmodelle hinaus, die an einzelne Händler geliefert wurden.
- Der italienische Hersteller EMAK hat einen Motor mit membrangesteuerter Direkteinspritzung entwickelt und zur Serienreife gebracht; er ist bereits am Markt erhältlich und momentan der einzige Motor dieser Art am Markt.

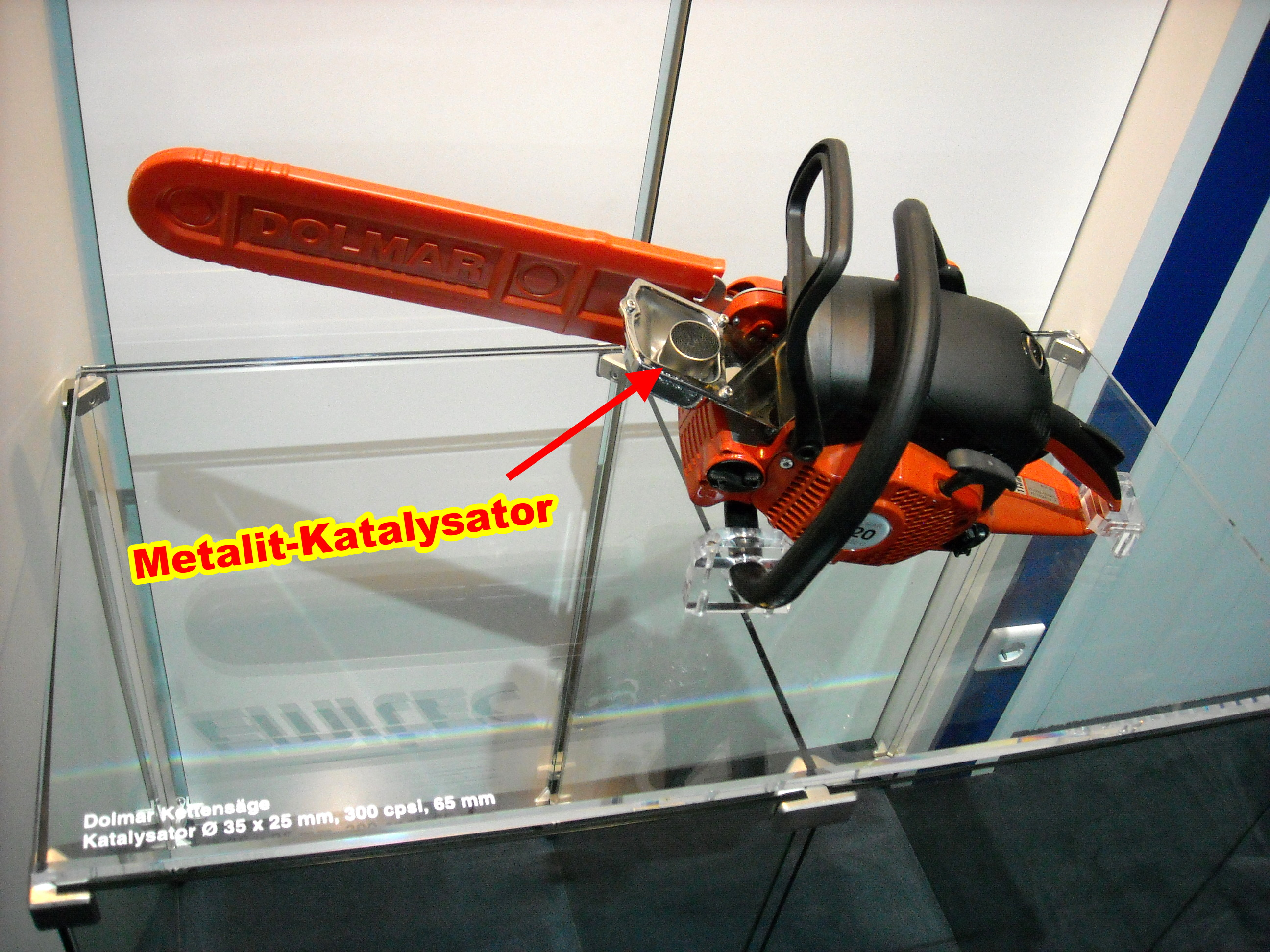
Dolmar Kettensäge PS-420 C mit Metalit-Katalysator der Fa. Emitec

- 1988 brachte die Firma Stihl einen Katalysator auf den Markt, der erheblich zur Schadstoffreduzierung in den Abgasen beiträgt. Es handelt sich um einen mit Platin beschichteten Metall-Katalysator des Unternehmens Emitec. Mittlerweile bieten auch andere Firmen Katalysatoren an; nicht nur in Motorsägen, sondern sie werden ebenso in anderen Motorgeräten (z. B. Laubblasgeräten) verbaut. Da jedoch seitens des Anwenders keine Pflicht besteht, mit Katalysatoren ausgestattete Sägen zu verwenden und für diese Zusatzausstattung mehr bezahlt werden muss, ist die Verbreitung ausschließlich auf das Umweltbewusstsein des Benutzers zurückzuführen. Jedoch trägt der Katalysator auch zur Arbeitsergonomie bei, da neben den gasförmigen Schadstoffen ebenfalls die Geruchsbelästigung stark reduziert wird.
- Ab Januar 2019 (mit Einführung der Euro V-Stufe) müssen Kleinmotoren mit Leistungen von weniger als 19 kW, worunter auch Kettensägen, Laubbläser, Rasenmäher u. a. m. fallen, ebenfalls gesetzliche Abgasgrenzwerte einhalten. Die genauen Werte sind aktuell in der Diskussion.

## Rezeption in Medien

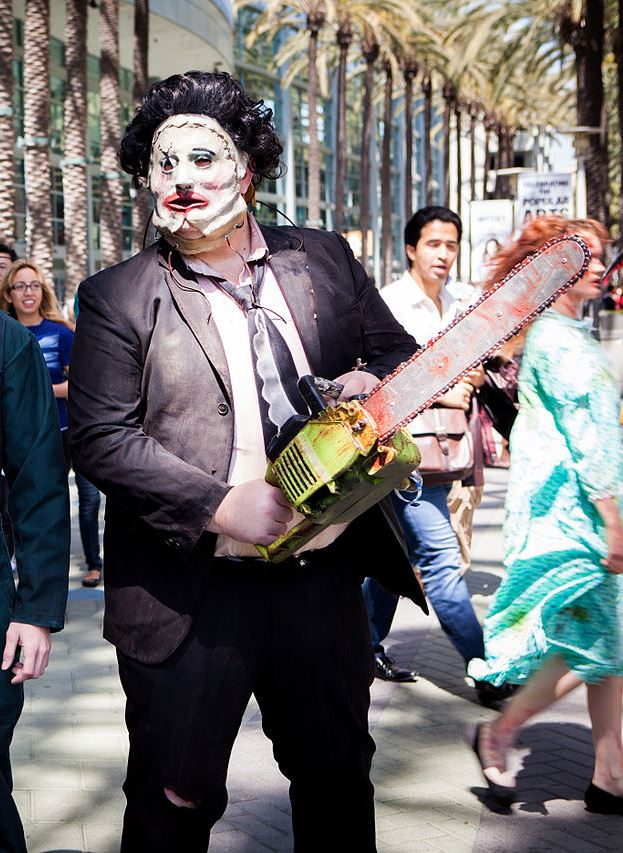
Cosplay von Leatherface

Die Kettensäge als Mordwerkzeug ist ein populäres Klischee in Horrorfilmen; Ursprung ist der heute klassische Film Texas Chainsaw Massacre. Seither hatte sie immer wieder blutige Gastauftritte in Filmen, etwa in Scarface, American Psycho, Tanz der Teufel, Running Man, Dawn of the Dead, Bad Taste, Hostel, Halloween: Resurrection, Winter’s Bone, Dead Snow, Abbuzze! Der Badesalz-Film, Tucker and Dale vs Evil, Freaky, Rock Aliens und Pieces von Regisseur Juan Piquer Simón von 1982.
Durch Überzeichnung der Konsequenzen von Unfallgefahren spielt eine Kettensäge die Hauptrolle in einer Schlussszene im Parodie-Kurzfilm Staplerfahrer Klaus.
Ebenfalls als Mordwerkzeug hat sie Einzug in die Texte vieler Metalbands gefunden, so zum Beispiel im Song Chainsaw Buffet der finnischen Hardrockband Lordi oder im Song The Saw is the Law der Thrashmetalband Sodom und einigen anderen Death-Metal-Bands.
In Computerspielen wie Lollipop Chainsaw, Doom und Grand Theft Auto kann die Spielfigur Kettensägen als Waffe benutzen. Die Kettensäge ist mit ein Grund, warum der Jugendschutz bisweilen gegen solche Spiele oft mit Indizierungen vorgeht.

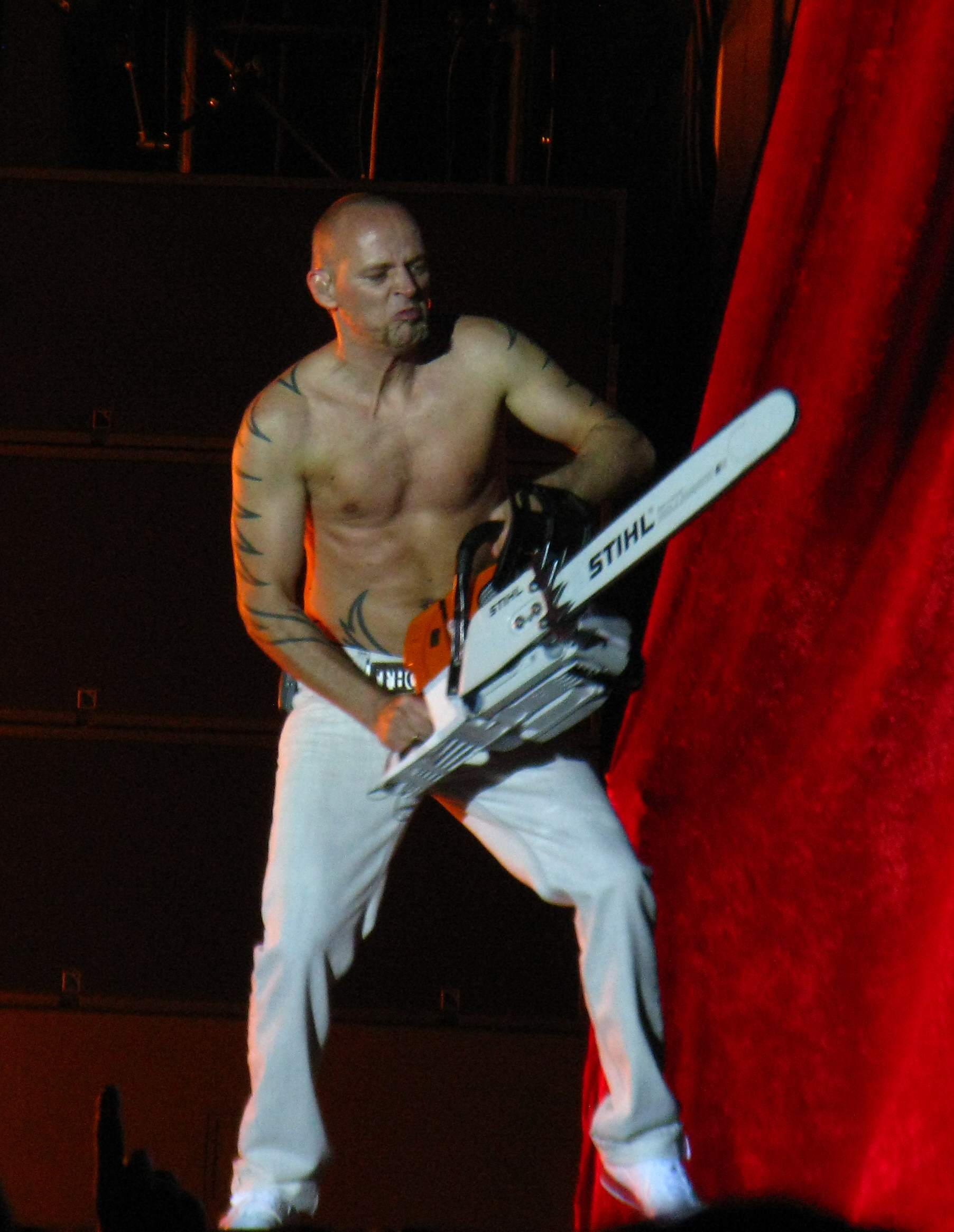
Thomas D spielt die Kettensäge zum Lied Schizophren

Von der österreichischen Band EAV wird das Gerät im Lied Wirf die Motorsäge an als Mittel gegen Depressionen persifliert. Im Videoclip zum Song Headache von Frank Black, der sich auf dem Album Teenager of the Year von 1994 befindet, zersägt der Sänger eine riesige weiße Schmerztablette mit einer Kettensäge.
In dem Lied The Lumberjack der Rockband Jackyl wird eine Kettensäge als Instrument verwendet und ersetzt teilweise eine Gitarre.
In der japanischen Manga-Literatur gibt es eine Comic-Figur namens Chainsaw Man des Zeichners Tatsuki Fujimoto, diese Comic-Figur besitzt Kettensägen als Arme und Kopf.
In dem Song Kill You von HipHop-Sänger Eminem, der sich auf dem Album The Marshall Mathers LP aus dem Jahre 2000 befindet, hört man eine Kettensäge surren, in Verbindung mit der Textzeile „Texas Chainsaw, left his brains all“.
Die kanadische Country-Punk-Rock-Band White Cowbell Oklahoma setzt häufig bei Konzerten eine Kettensäge als Showeffekt ein, um etwa weiße Papierrollen oder Stofftiere zu zerfetzen und die Überreste ins Publikum zu werfen.

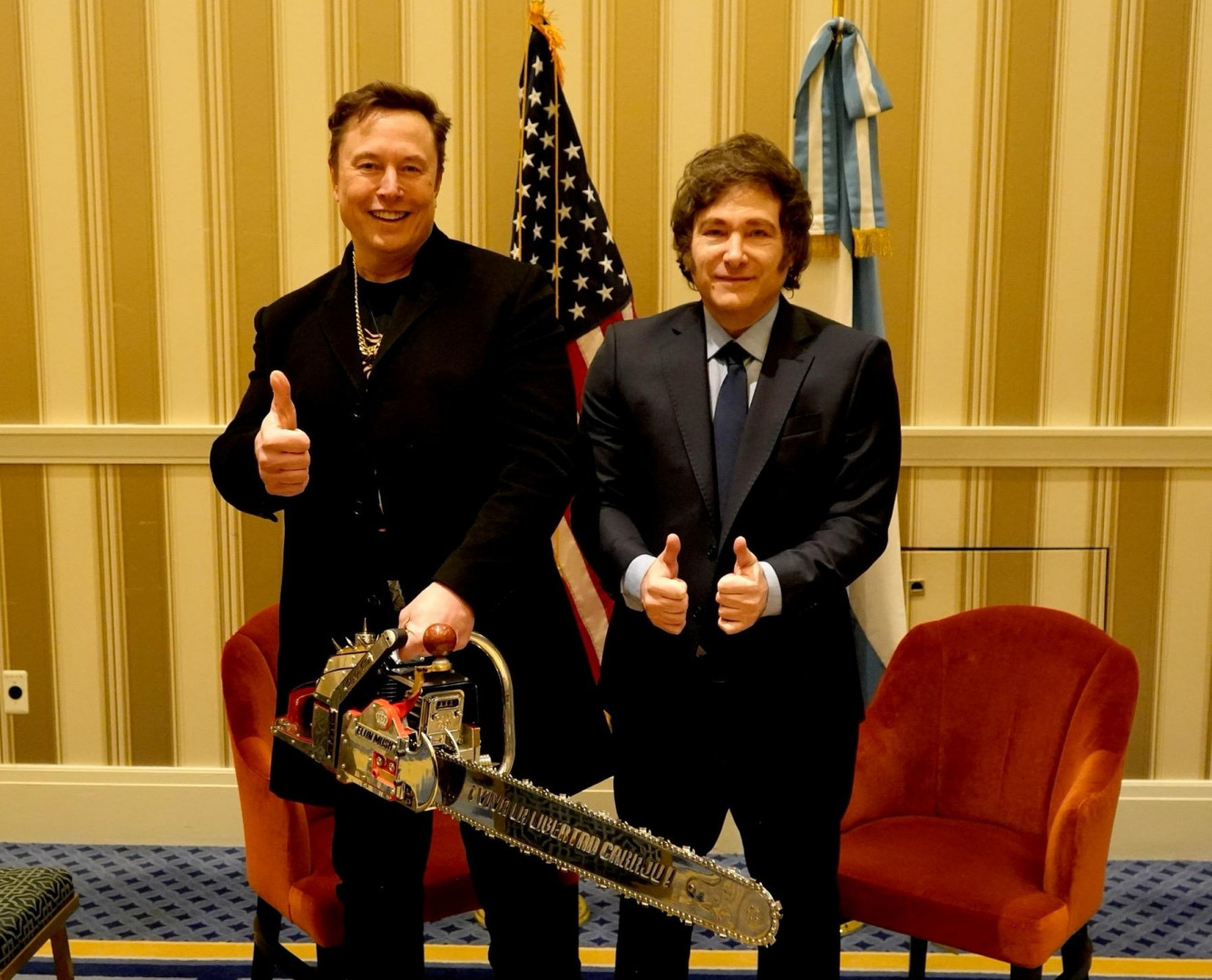
Elon Musk und Javier Milei mit einer Kettensäge als Symbol für Reformpolitik (2025)

Auf dem Cover des Albums Code Red der deutschen Thrash-Metal-Band Sodom von 1999 trägt ein vermummter Soldat, der sogenannte Knarrenheinz, das Maskottchen der Band, auf dem linken Arm eine blutverschmierte Kettensäge. In dem Musikvideo zum Song Blood Spiller der Rockband Cave In, der sich auf dem im Mai 2022 erschienenen Album Heavy Pendulum befindet, zersägt eine Person in einer schwarzen Robe mit Kapuze ein Puppenhaus mit Einsatz von Kunstblut.